# Kerstin Leitmeyer
Kerstin Leitmeyer (* 3. Oktober 1960; † 5. Oktober 2010) war eine deutsche Schriftstellerin und Malerin.

## Leben
Leitmeyer absolvierte eine Ausbildung als Werbegestalterin und arbeitete u. a. als Plakatmalerin, Buchverkäuferin, bibliothekstechnische Mitarbeiterin und freie Autorin. Sie absolvierte ein Studium am Literaturinstitut Johannes R. Becher in Leipzig und veröffentlichte Prosa und Lyrik. 1989 trug sie Texte zu Ulrich Tarlatts Kunstband Rauhnachtträume bei.
Ihr im September 1989 urgesendetes Hörspiel Lichtwechsel (Regie: Barbara Plensat), lief am 9. November 1989 als Beitrag des Rundfunks der DDR bei den Berliner Hörspieltagen im West-Berliner Literaturhaus in der Fasanenstraße und wurde 1990 mit dem Sonderpreis der Kritiker beim DDR-Hörspielpreis ausgezeichnet.
1991 erhielt sie den Brandenburgischen Literatur-Förderpreis. Ihr Prosaband Wirklicher Ort, wahre Geschichte erschien 1992. Ihre Malerei wurde in mehreren Ausstellungen gezeigt. Leitmeyer starb 2010 an den Folgen einer Krebserkrankung.

## Publikationen
- Lichtwechsel, Hörspiel, Dramaturgie: Heide Böwe, Regie: Barbara Plensat, Ursendung: 26. September 1989, Rundfunk der DDR
- Wirklicher Ort, wahre Geschichte, Berlin Frieling, 1992. ISBN 978-3-89009-403-8 (DNB 921527292, OCLC 75326610)
- Rauhnachtträume, mit Wilhelm Bartsch, Matthias Biskupek, Thomas Böhme et al. Halle/Bernburg, 1989. OCLC 80232930

## Quelle
- Andrea Jennert: „Nicht viel, was du wirklich musst“, in: Sprachrohr, Februar 2011, S. 12.